# Saison 6 de Legends of Tomorrow
Chronologie
Saison 5 Saison 7
La sixième saison de Legends of Tomorrow, série télévisée américaine dérivée d’Arrow et Flash, diffusée à partir du 2 mai 2021 sur The CW aux États-Unis.

## Synopsis
Les Légendes doivent de protéger l'histoire d'un ennemi encore jamais vu : les extraterrestres ! Pour y parvenir ils devront recutrer un nouveau membre, une femme ayant été enlevée par des aliens lorsqu'elle était enfant.

## Production
Le 7 janvier 2020, la série a été renouvelée pour une sixième saison, diffusée à partir du 2 mai 2021.

## Distribution

### Acteurs principaux
- Caity Lotz (VF : Anne-Charlotte Piau) : Sara Lance / White Canary
- Amy Pemberton (VF : Elsa Davoine) : Gideon (voix)
- Nick Zano (VF : Jean-François Cros) : Nathaniel Heywood / Steel
- Tala Ashe (VF : Ariane Aggiage) : Zari Tomaz/Tarazi
- Jes Macallan (VF : Gaëlle Savary) : Ava Sharpe
- Matt Ryan (VF : Axel Kiener) : John Constantine
- Olivia Swann (VF : Géraldine Asselin) : Astra Logue
- Shayan Sobhian (VF : Jean-Rémi Tichit) : Behrad Tarazi
- Adam Tsekhman (VF : Alexis Victor) : Gary Green
- Lisseth Chavez (VF : Diane Kristanek) : Esperanza « Spooner » Cruz
- Dominic Purcell (VF : Éric Aubrahn) : Mick Rory / Heat Wave (en)

### Acteurs récurrents
- Raffi Barsoumian (VF : Maxime Hoareau) : Bishop (7 épisodes)
- Aliyah O’Brien (VF : Josy Bernard) : Kayla (6 épisodes)

### Invités
- Mina Sundwall (VF : Joy Feldman) : Lita (2 épisodes)
- Nic Bishop (VF : Guillaume Orsat) : Général Kilgore / Levi Stapleton / Mike The Strike (3 épisodes)
- Alexandra Castillo (en) (VF : Armelle Gallaud) : Gloria Cruz (2 épisodes)
- David Ramsey (VF : Namakan Koné) : Bass Reeves
- Mitra Lohrasb (VF : Frédérique Cantrel) : Nasreen Tarazi
- Jen Oleksiuk: Amelia Earhart
- Thomas Nicholson : David Bowie
- Shawn Roberts (VF : Gilduin Tissier) : Spartacus
- Aaron Craven : John F. Kennedy
- Preston Vanderslice (VF : Olivier Chauvel) : Bobby Kennedy
- Tim Perez : Fidel Castro

## Liste des épisodes
1. Un signe de l'univers
2. Burger sauce alien
3. Da Throne: La plus belle voix
4. La baie des Calamars
5. AbracadAstra
6. Un alien en colère
7. Retour vers le futur
8. Pour quelques aliens de plus
9. Rencontre du troisième trip
10. Frère de sang
11. Une légende dans un jeu de quilles
12. La Bête Humaine
13. Association de malfaiteurs
14. Attrape Bishop si tu peux
15. Un mariage presque parfait

### Épisode 1:Un signe de l'univers
- États-Unis : 2 mai 2021 sur The CW
- France : 5 septembre 2022 sur CStar

- États-Unis : 0.44 millions de téléspectateurs[1]

- Ryan Egan : Joueur Un
- Cainan Wiebe : Punk #1
- Arthur Lamaka : Garde de la Reine

### Épisode 2:Burger sauce alien
- États-Unis : 9 mai 2021 sur The CW
- France : 5 septembre 2022 sur CStar

- États-Unis : 0.47 millions de téléspectateurs[2]

- Greg Kean : Burt Beeman
- Kirsten Robek : Rhonda Beeman
- Steve Chang : Client enragé
- Naiah Cummins : Sandy Sledge
- Genevieve Fleming : Journaliste
- Christian Lagasse : Gars mascotte extraterrestre
- Harrison Reynolds : Policier #1

### Épisode 3:Da Throne: La plus belle voix
- États-Unis : 16 mai 2021 sur The CW
- France : 5 septembre 2022 sur CStar

- États-Unis : 0.38 millions de téléspectateurs[3]

- Marco Soriano : Présentateur
- Ryan Beil : DJ S'More Money
- Kallie Hu : Jumelle de K-Pop #1
- Eli Tsepiso Lamour : Adolescent
- Bobo Le : Jumelle de K-Pop #2
- Leah McKesey : Fruit contestant
- Norman Misura : Greffier
- Andrew Morgado : Lord Knoxacrillion (voix originale)
- Melanie Rose Wilson : Les-Lay
- Justine Gera : Danseuse androgyne #1 (non créditée)
- Graeme Kitagawa : Danseur androgyne #2 (non crédité)
- Megan Rota : Danseuse androgyne #3 (non créditée)
- Josh Mendonca : Danseur androgyne #4 (non crédité)

### Épisode 4:La baie des Calamars
- États-Unis : 23 mai 2021 sur The CW
- France : 12 septembre 2022 sur CStar

- États-Unis : 0.42 millions de téléspectateurs[4]

- Eduardo Britto : Policier militaire
- Miguel Castillo : Garde personnel
- Doug Chapman : Robert McNamara
- Ian Farthing : Doug Dillon
- Emilio Merritt : Opérateur au radar
- Sabrina Sanchez : Docteure cubaine
- Marcel Zade : Officier de commandement

### Épisode 5:AbracadAstra
- États-Unis : 6 juin 2021 sur The CW
- France : 12 septembre 2022 sur CStar

- États-Unis : 0.42 millions de téléspectateurs[5]

- Matt Lucas : Aleister Crowley
- Russell Roberts : Robert Truss
- Jeff Sanca : Chauffeur de taxi
- Ambika Vas : Vendeuse

### Épisode 6:Un alien en colère
- États-Unis : 13 juin 2021 sur The CW
- France : 12 septembre 2022 sur CStar

- États-Unis : 0.41 millions de téléspectateurs[6]

- Jager Johnson : Livreur de pizza
- Sidika Lardes : Infirmière du sanatorium

### Épisode 7:Retour vers le futur
- États-Unis : 20 juin 2021 sur The CW
- France : 12 septembre 2022 sur CStar

- États-Unis : 0.45 millions de téléspectateurs[7]

### Épisode 8:Pour quelques aliens de plus
- États-Unis : 27 juin 2021 sur The CW
- France : 19 septembre 2022 sur CStar

- États-Unis : 0.44 millions de téléspectateurs[8]

- DUane Keogh : Cowboy Narrateur
- Annalynne McCord : Irma Rose
- Toby Hargrave : Desperado
- Teo Saefkow : Pianoste
- Mike Wasko : Prospecteur
- Joel Wirkkunen : Barman
- Cole Neumeier : Danseur du square #4 (non crédité)

### Épisode 9:Rencontre du troisième trip
- États-Unis : 11 juillet 2021 sur The CW
- France : 19 septembre 2022 sur CStar

- États-Unis : 0.40 millions de téléspectateurs[9]

- Shawn Ahmed : Imran
- Saad Siddiqui : Kamran
- Tarun Keram : Faiz
- Louis Lay]: Niko
- Kamala Fairbanks : Procureure dégingandée
- Moire Kiyangi : Scénariste
- Carmen Lavigne : Productrice Exclusive
- Isa Sanchez : Accesoiriste
- Hannah Sandhu : Assistante
- Helenna Santos : Directrice de Casting

### Épisode 10:Frère de sang
- États-Unis : 18 juillet 2021 sur The CW
- France : 19 septembre 2022 sur CStar

- États-Unis : 0.39 millions de téléspectateurs[10]

- Matt Lucas : Aleister Crowley (voix original)
- Ricardo Ortiz : Fernando
- Leo Rano : El Gato
- Alexander Soto : Colonel Noreiga
- Andy Canete : Vieux fermier
- Melissa Farman : Noelle, la vampire
- Hector Meneu Hueso : Fernando (voix original)
- Cynthia Mendez : Marisa
- Espirito Santo Mauricio : Vieille femme veuve

### Épisode 11:Une légende dans un jeu de quilles
- États-Unis : 8 août 2021 sur The CW
- France : 19 septembre 2022 sur CStar

- États-Unis : 0.45 millions de téléspectateurs[11]

- Alvin Sanders (VF : Benoît Allemane) : Buddy
- Nicholas Bishop : Mike the Strike
- Emily Bandel : Clare The Spare
- Gavin Langelo : Jeff
- Michael McIntyre : Merv The Curve
- Jenna Romanin : Jamie
- Nikky Bryce : Joueuse maillot Rouge #1
- Robby Segulam : Joueur maillot Rouge #2
- Angie Chen : Joueuse maillot Rouge #3

### Épisode 12:La Bête Humaine
- États-Unis : 15 août 2021 sur The CW
- France : 26 septembre 2022 sur CStar

- États-Unis : 0.35 millions de téléspectateurs[12]

### Épisode 13:Association de malfaiteurs
- États-Unis : 22 août 2021 sur The CW
- France : 26 septembre 2022 sur CStar

- États-Unis : 0.41 millions de téléspectateurs[13]

### Épisode 14:Attrape Bishop si tu peux
- États-Unis : 29 août 2021 sur The CW
- France : 26 septembre 2022 sur CStar

- États-Unis : 0.43 millions de téléspectateurs[14]

- Steve Bacic : Doc
- Kevin Holyk : Homme grand
- Chris West : Henry

### Épisode 15:Un mariage presque parfait
- États-Unis : 5 septembre 2021 sur The CW
- France : 26 septembre 2022 sur CStar

- États-Unis : 0.39 millions de téléspectateurs[15]